# Bota (recipient)
|  | Aquest article tracta sobre el recipient. Si cerqueu el calçat, vegeu «Bota». |

|  | No s'ha de confondre amb Bot (recipient). |

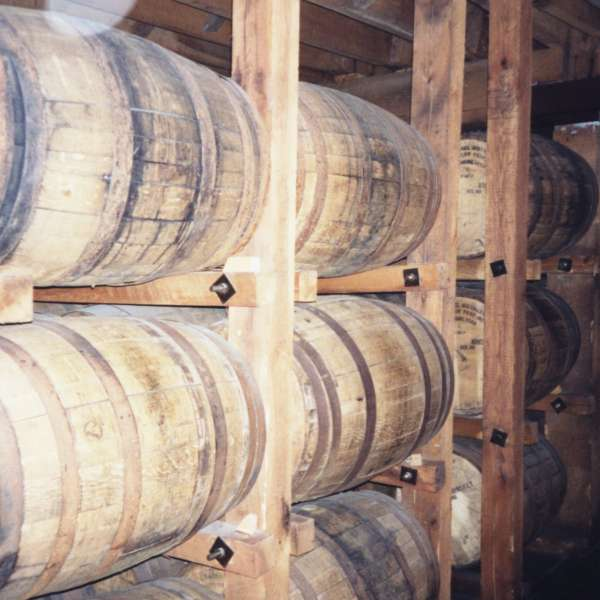
Barrils de whisky Jack Daniels

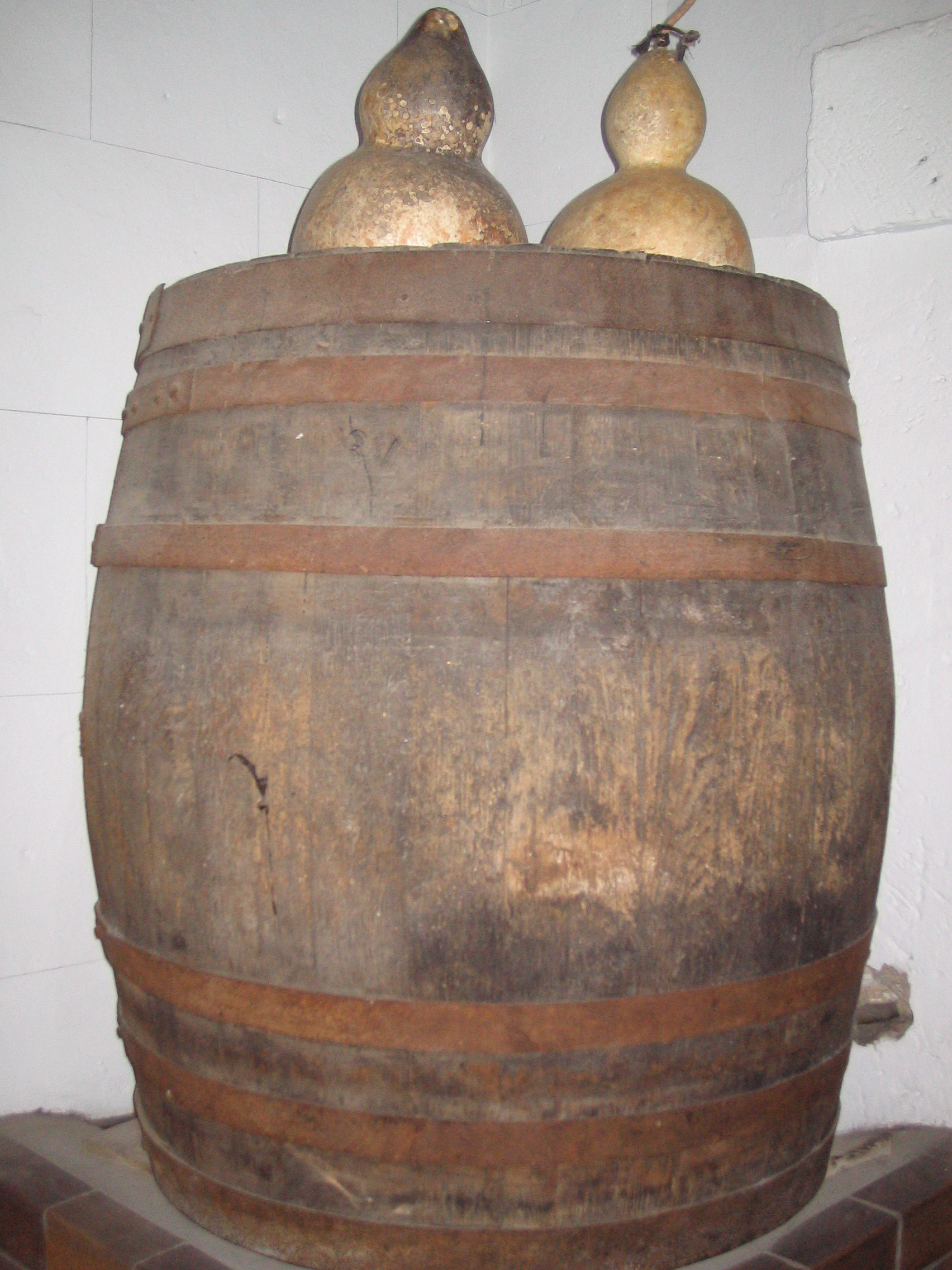
Barril de vi de fusta.

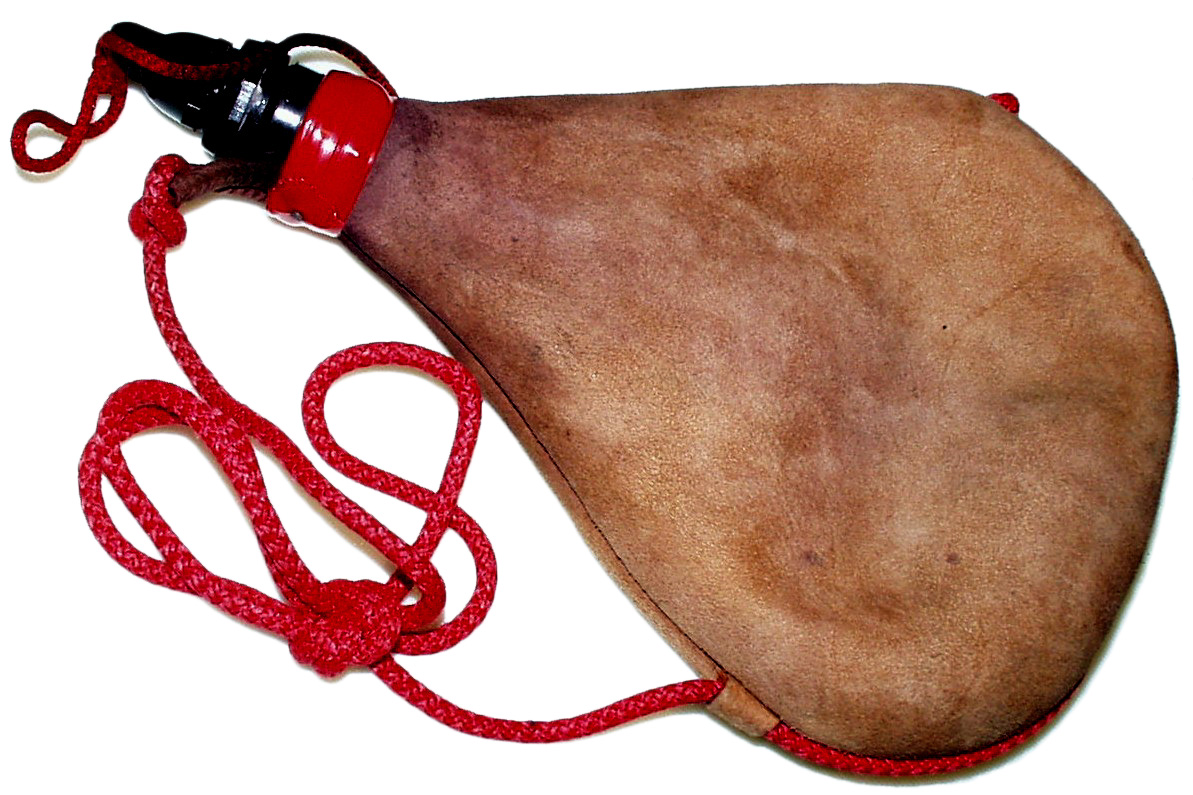
bot de pell

Una bota és un recipient fet de fusta destinat a contenir begudes alcohòliques en general vins de criança i destil·lats. Les botes i els barrils són fets amb seccions circulars ovals i més llargues que amples. Les peces de fusta que formen una bota es diuen dogues i estan unides per cèrcols de fusta o de ferro.
Un barril és una bota de reduïdes dimensions en general amb una capacitat entre 7 i 150 litres. També s'anomenen, segons la seva capacitat: botall, barral, barraló, carretell, etc. Molt sovint els barrils que no s'utilitzen per a l'envelliment de begudes alcohòliques no són de fusta sinó d'altres materials com metall, làmina d'acer, alumini, acer inoxidable, plàstic de polietilè, etc. En canvi, si són més grans que un barril s'anomenen barrica, mig vaixell i pipa (de 200 a 500 litres) i vaixell (o bocoi), tona i tonell (de 500 a 700 litres).
Avui en dia en el món del vi s'utilitza majoritàriament la fusta de roure per envellir vins. La fusta de roure més apreciada és la del roure francès que, un cop tallada, ha madurat prop de dos anys abans de fabricar la bota. El roure americà també es fa servir, però com que és una espècie de roure diferent i no passa el termini de dos anys d'envelliment, no dona les mateixes característiques a la beguda alcohòlica. Antigament als Països Catalans s'utilitzava més aviat la fusta de castanyer.

## Algunes equivalències en volum de barrils
- El barril de cervesa equival a 31,5 galons, vora 119,24 litres
- El barril de petroli és una mesura de volum no estandarditzada però molt utilitzada com a referència de preus, que equival a 42 galons, prop de 159 litres.
- La bota de vi equivalia a 4 mallals o 64 porrons.[2]

## Altres usos
Antigament, en el transport marítim s'usaven números de bótes com a concepte per tal de mesurar la capacitat o grandària d'una embarcació.
A les adoberies s'usen bótes per adobar les pells. Alguns exemples es poden veure al Museu de la Pell d'Igualada.